# کاستلداچیا
کاستلداچیا (به ایتالیایی: Casteldaccia) یک کومونه در ایتالیا است که در استان پالرمو واقع شده‌است.

## خصوصیات
کاستلداچیا ۳۳ کیلومترمربع مساحت و ۱۱٬۳۰۳ نفر جمعیت دارد و ۷۹ متر بالاتر از سطح دریا واقع شده‌است.